# Veerpoort (Heusden)
De Veerpoort, ook wel Waterpoort, is een gereconstrueerde stadspoort in de Noord-Brabantse stad Heusden. De poort is tot de sloop een van de vier stadspoorten van Heusden. De originele poort bleef in 1579 behouden bij het ontwerp van de nieuwe vestingwerken, die tussen tussen 1613 en 1620 aangelegd werden. De Veerpoort kreeg wel een klein stenen bastion voor de deur. Deze poort is in 1840 gesloopt. De huidige poort, uit het jaar 1974, is op de originele fundamenten gebouwd.
De naam Veerpoort verwijst naar het veer dat vanaf deze locatie naar Nederhemert vertrok.